# Canales fueguinos

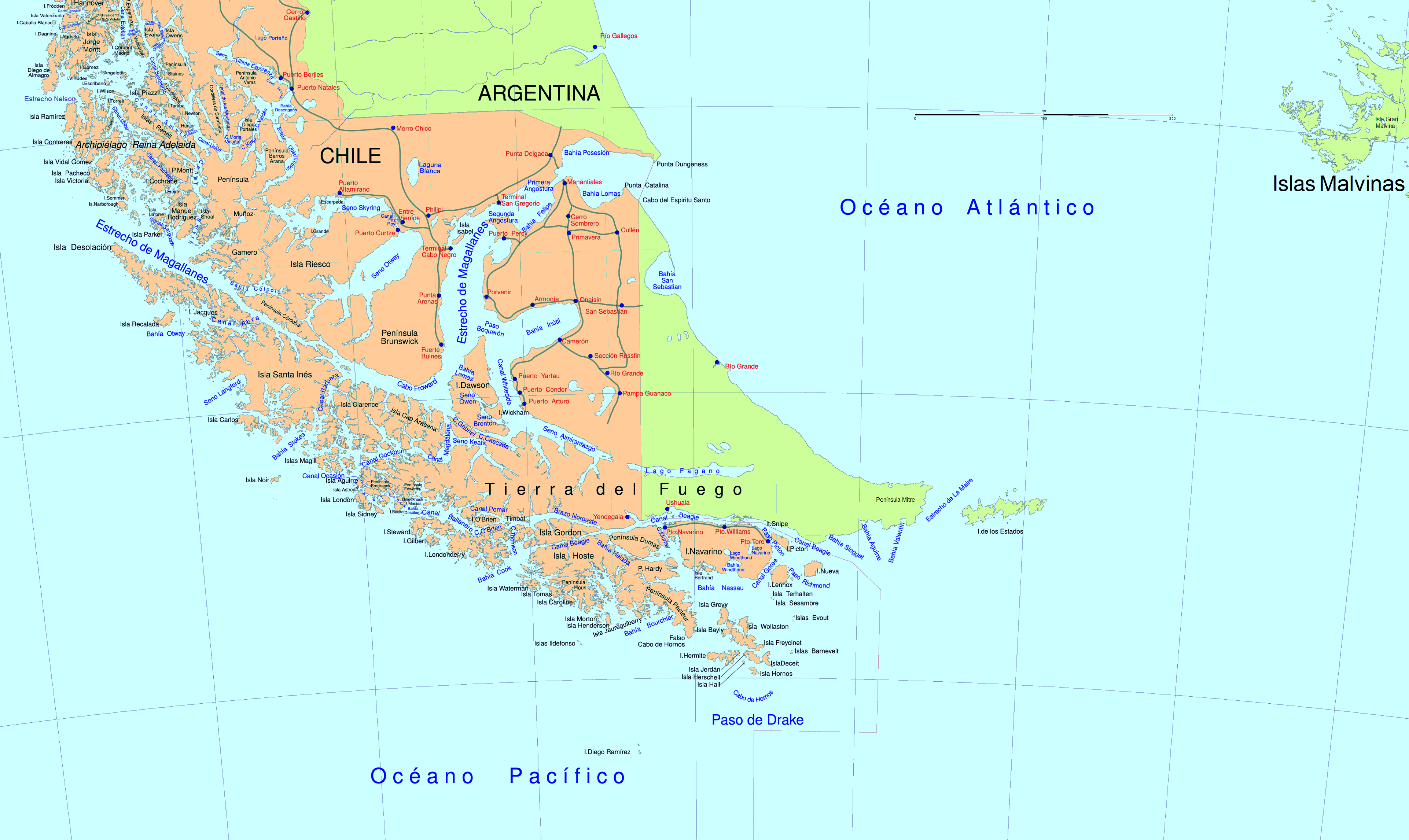
Con excepción de la costa norte de la salida oriental del Beagle, todos los canales fueguinos se encuentran en territorio de la República de Chile.

Los canales fueguinos son un conjunto de canales que rodean las islas que conforman el archipiélago de Tierra del Fuego en las regiones austral de Chile y Argentina.
Administrativamente los canales y sus riberas pertenecen a la Región de Magallanes y Antártica Chilena y a la provincia argentina de Tierra del Fuego, Antártida e Islas del Atlántico Sur. 
Estos canales eran navegados por los pueblos yámana y kawésqar desde hace aproximadamente 6000 años hasta fines del siglo XX. A comienzos del siglo XXI ambos pueblos se encuentran prácticamente extinguidos por efectos de la colonización occidental.

## Recorrido

Esquema de los canales chilenos.

Los canales fueguinos están ubicados en el extremo austral del continente americano, entre los paralelos 52°28' y 56° de latitud S. y los meridianos 63°44' y 74°45' de longitud O. 
Los principales canales que se forman entre las grandes islas del NO son los canales Abra, Bárbara, Acwalisnan, Magdalena y Cockburn.
Los canales Magdalena y Cockburn corren el uno a continuación del otro por el occidente de la isla Grande de Tierra del Fuego separando a esta de las islas Capitán Aracena y Clarence. Son la vía más utilizada para navegar desde el estrecho de Magallanes a las isla del sur y sureste.
Entre la isla Grande de Tierra del Fuego y los archipiélagos del sur y sureste, se interpone el extenso canal Beagle con un recorrido total de casi 200 millas; de occidente a oriente va tomando sucesivamente diversos nombres : canal Brecknock, canal Ballenero, canal O'Brien, seno Darwin, brazo del Noroeste y brazo del Sudoeste y canal Beagle propiamente dicho.

## Historia
Los indígenas que habitaban la Tierra del Fuego fueron conocidos durante varios siglos con el único nombre de fueguinos. Solamente después de la mitad del siglo XIX, cuando se efectuó la expedición hidrográfica al mando del comandante Parker King, 1826-1830, se les comenzó a clasificar en cuatro ramas distintas: kawésqar, yaganes, onas y haush.
Los kawésqar vivían en ambas riberas del estrecho de Magallanes desde puerto del Hambre al occidente, incluyendo el sector del seno Almirantazgo, en los canales patagónicos hasta el golfo de Penas y en las islas occidentales del archipiélago fueguino, desde el cabo Pilar hasta el seno Ladrones. 
Los yámanas habitaban los sectores central y oriental del canal Beagle y los canales que están al sur del mismo hasta las islas Hermite. Congregándose principalmente en el sector del canal Murray y caleta Wulaia.
Los onas ocupaban el sector nordeste de la isla Grande de Tierra del Fuego y los haush el extremo sureste de la misma.
El grupo de los indios kawésqar–yámana y el de los onas-haush formaban dos grupos raciales completamente distintos por sus características físicas y costumbres. En cuanto a la lengua se trataba de tres familias lengüísticas distintas, los yámanas hablaban un idioma totalmente diferente al de los kawésqar.

## Geología y orografía
Por la constitución del suelo, las islas parecen pertenecer al período terciario. Constituyen la continuación del extremo meridional de América. Las montañas de dichas islas, separadas por grandes cataclismos que formaron las depresiones que llenó después el mar, pertenecen al sistema andino; las llanuras ofrecen gran analogía con las estepas de la Patagonia.
El aspecto de las costas depende de la zona que recorra cada canal. El archipiélago fueguino puede considerarse dividido en dos secciones bien definidas: la zona cordillerana o insular, y la zona pampeana y esteparia. La primera comprende todas las islas situadas al sur del estrecho de Magallanes y el tercio austral de la isla Grande de Tierra del Fuego, mientras que el resto de la misma forma parte de la segunda.  
Costas de la región cordillerana o insular: son difíciles de acceder y rocosas, escarpadas y cubiertas normalmente de una vegetación enmarañada y llena de matorrales y breñas. No existen playas propiamente tales, sino que son formadas de lajas o rocas desmenuzadas Las aguas son profundas a corta distancia de la costa.

## Clima y vientos
En la región cordillerana o insular reina casi de continuo el mal tiempo, cae copiosamente la lluvia y el cielo está permanentemente nublado. En la región pampeana la atmósfera es más seca y fría, más sereno el cielo, sopla el viento con mayor violencia y la temperatura es menos estable que la de la región del SO. Las condiciones generales del clima son de carácter marítimo , y en consecuencia , la temperatura dentro de todo el año es más o menos pareja, ni muy fría en invierno ni muy calurosa en verano.
Estos canales tienen un clima que se conoce como “clima de tundra” que afecta a la región ubicada al sur del estrecho de Magallanes y de Tierra del Fuego. Zona muy influenciada por océano Pacífico y mar de Drake. Abundantes precipitaciones, sobre los 1000 mm anuales, más abundantes en el verano que en el invierno. La temperatura media es de 5 °C a 7 °C. Aquí se dan todas las condiciones para la formación de la tundra: características climáticas y del suelo que no permite un mayor desarrollo vegetacional.
En el archipiélago de Tierra del Fuego y en la zona del Pacífico Sur hay una prevalencia de los vientos del O. En general los vientos soplan sobre el mar con mayor intensidad que sobre las islas y canales del archipiélago de Tierra del Fuego, excepto en ciertos sectores del canal Beagle oriental donde el viento se encajona entre altos cerros y adquiere una violencia superior que en los espacios libres.
Se ha comprobado que la primavera es la época de las más violentas tempestades y que en invierno se experimenta una calma relativa.

## Flora
Los bosques ofrecen poca variedad; solo se conocen cinco o seis especies de árboles grandes: tres de hayas, dos de una especie de magnolia y un género de ciprés. Otro muy alto con hoja larga parecido al laurel y que los ingleses lo llamaron 'winteria aromática'. Las maderas no son de buena calidad. Hay aproximadamente unas veinticinco variedades de arbustos, el más común el llamado leñadura.

## Fauna
En cuanto a la fauna, las especies más numerosas son las aves, cerca de cien diferentes: ocas, gansos, cisnes, albatros, pingüinos entre otros. También se ve el cóndor, el ñandú y dos especies de águilas. El animal mayor es el guanaco, caza preferida de los indígenas.

## Expediciones y trabajos hidrográficos
A partir de 1520, pocas regiones de la Tierra pueden contar con un número tan grande de expediciones de reconocimiento e hidrográficas como el archipiélago de la Tierra del Fuego.
Fue Hernando de Magallanes, el insigne navegante portugués al servicio del rey de España, quien el 31 de octubre de 1520 descubrió la entrada del estrecho que posteriormente llevaría su nombre.

### Viajes de reconocimiento

#### Expedición de Le Maire y Schouten (1615-1617)
Jacob Le Maire, comerciante holandés, armó una expedición compuestas por dos naves, el Eendracht y el Hoorn para que buscaran una ruta alternativa a la del estrecho de Magallanes y del cabo de Buena Esperanza para comunicar Europa con las indias orientales. Las naves zarparon de Texel al mando de los capitanes de alta mar, los hermanos Willem Schouten y Juan Schouten, el 14 de junio de 1615. Le Maire embarcó a su hijo Jacobo como su representante en la expedición.
El Hoorn se incendió en puerto Deseado, en las costas de la Patagonia, pero el Eendracht, en enero de 1616, descubrió un estrecho entre una isla que fue denominada de los Estados y por una tierra montañosa cubierta de nieve a la que llamaron Nassau; atravesaron el estrecho, hoy conocido como Le Maire y el 29 de enero de 1616 se encontraron a la cuadra de un cabo al que le pusieron Kaap Hoorn y que fue considerado el extremo austral de la Tierra del Fuego.
Este descubrimiento fue reconocido en todo el mundo como un gran logro de la marina neerlandesa y un gran aporte para el progreso de las ciencias geográficas y para el comercio mundial ya que abría una nueva ruta para el tráfico entre Europa y las Indias Occidentales.

#### Expedición de los hermanos García de Nodal (1618-1619)
La corona española, al enterarse del descubrimiento del cabo de Hornos, decidió enviar de inmediato una expedición que certificara la veracidad del hecho para lo cual designó a los hermanos Bartolomé y Gonzalo García de Nodal. La expedición constaba de dos carabelas de construcción portuguesa, la Nuestra Señora de Atocha, al mando de Bartolomé Nodal, y la Nuestra Señora del Buen Suceso, comandada por Gonzalo Nodal. En la primera de la naves se embarcó como cosmógrafo y piloto mayor de la expedición Diego Ramírez de Arellano.
La expedición fue muy exitosa, zarpó de Lisboa el 27 de septiembre de 1616, demoró sólo diez meses en cumplir su cometido sin perder un solo hombre y estaba de regreso en Sanlúcar de Barrameda, provincia de Cádiz, el 9 de julio de 1617. Descubrió un archipiélago al sur del cabo de Hornos al que llamaron islas Diego Ramírez y fueron los primeros en circunnavegar la isla Grande de Tierra del Fuego e islas adyacentes.

#### Expedición del almirante Jacob de L'Hermite (1623-1625)
La llegada al trono de España de Felipe IV coincidió con el fin de la tregua que su padre había hecho con Holanda y al no querer reconocer la independencia de esta llevó a la guerra entre ambos países.
Holanda en esa época había acrecentado su poder naval y comercial. El príncipe Mauricio de Nassau creía que la ruina de España sería inevitable si se le arrebataba alguna de sus ricas colonias de América, por lo que preparó una expedición contra el virreinato del Perú.
A comienzos de 1623 una escuadra de once naves estaba lista para zarpar. Algunos de ellos de gran porte. Dióse el mando de la expedición con el título de almirante a Jacques Le Clerk conocido por el apodo de Jacob l'Hermite (o Jacques o Santiago el Ermitaño), marino experimentado e inteligente. Hugo Schapenham le acompañaba como vicealmirante. 
Las naves, once buques con poderosa artillería y con más mil tripulantes, se reunieron en Goeree el 29 de abril de 1623 y zarparon de Texel el 12 de mayo del mismo año. El 2 de febrero de 1624 navegaron el estrecho de Le Maire para pasar al Pacífico, pero el mal tiempo en la zona del cabo de Hornos los mantuvo detenidos durante un mes, primero en bahía San Francisco situada al oeste del cabo de Hornos, luego en otra bahía a la que llamaron Nassau. Aprovecharon este tiempo para levantar cartas hidrográficas completísimas y reconocer toda esa región. En isla Lennox un grupo del navío Mauritius fueron los primeros hombres blancos en tomar contacto con los indígenas yámana, inicialmente en forma pacífica, pero luego, al día siguiente, fueron atacados por los indígenas los que mataron a cinco europeos y tomaron doce prisioneros. Los expedicionarios recogieron valiosos antecedentes de los yámana relacionados con sus costumbres, armamento y vestimenta.
El 27 de febrero de 1624 pudieron continuar su navegación hacia el norte recalando finalmente en las islas de Juan Fernández.

#### Expedición de Hendrick Brouwer (1642-1643)
Hendrick Brouwer era un marino y soldado que gozaba de mucho prestigio por su valor, rectitud e integridad. Tuvo la idea de atacar Chile como una forma de dañar a España. Aprobada la idea por la Compañía de las Indias Occidentales y el gobierno holandés, se le pusieron tres naves bajo su mando.
Zarpó de Texel el 6 de noviembre de 1642 rumbo a Brasil y luego prosiguió a la región austral para rodear el cabo de Hornos donde tuvieron que enfrentar furiosas tormentas que dispersaron las naves y que los arrastraron hasta la latitud 62° sur donde encontraron un mar cubierto de témpanos. 
Brouwer logró delimitar la insularidad de la isla de los Estados, que hasta esa fecha se pensaba formaba parte de la desconocida Terra Australis Incognita, demostrando que al sur de esta se abría un amplio espacio donde se unían los mares del Norte y del Sur, un mar al que los cartógrafos neerlandeses llamaron mar de Brouwer, un nombre que no perduró.

#### Expediciones de George Anson (1740-1744) y de José Alonso Pizarro
En octubre de 1739 estalló una nueva guerra entre Inglaterra y España. Inglaterra dispuso que una división de buques de guerra bajo el mando del comandante George Anson fuese destinada a atacar las costas occidentales de América.
Anson zarpó de Portsmouth el 18 de septiembre de 1740 al mando de seis naves de guerra y dos transportes con víveres. Las naves sumaban 234 cañones y la tripulación llegaba a los 1980 hombres. El buque insignia era el navío de 60 cañones HMS Centurion. El gobierno español al enterarse de esta expedición dispuso equipar una escuadra de cinco navíos con 308 cañones y 2600 hombres bajo el mando del teniente general José Alonso Pizarro para que impidiera el paso de Anson al Pacífico.
Ambas escuadras estuvieron a punto de enfrentarse en dos ocasiones. Llegaron casi juntas al estrecho de Le Maire, primero los ingleses y luego los españoles. Corría el mes de marzo de 1741 justo cuando comienzan los peores temporales en la zona del cabo de Hornos. El mal tiempo dispersó a ambas escuadras.

### Comisiones hidrográficas

#### Expediciones de James Cook (1768-1771) y (1772-1775)
A partir de la segunda mitad del siglo XVIII debido al cambio experimentado por la humanidad respecto a las nuevas ideas de humanismo, de libertad y estudio de las ciencias, las expediciones marítimas a las regiones lejanas adquirieron un claro carácter científico.
A principios de 1768 la Real Sociedad de Londres solicitó al Almirantazgo británico la preparación de una expedición destinada a observar en el océano Pacífico el tránsito del planeta Venus por el disco solar, lo que debía ocurrir el 3 de julio de 1769. Para el mando de la expedición proponían al teniente James Cook, oficial que se había distinguido por sus trabajos hidrográficos en el río San Lorenzo y otros en Canadá y que había demostrado gran habilidad en el ejercicio del mando.
Aprobada la solicitud de la Sociedad, Cook asumió el mando del HMS Endeavour zarpando el 26 de agosto de 1768 de Plymouth, vía cabo de Hornos. En la expedición se embarcaron astrónomos, naturalistas y dibujantes.
En enero de 1769 la nave arribó al estrecho de Le Maire, fondeando en la bahía Buen Suceso, iniciando de inmediato trabajos de exploración, confección de cartas, sondajes, recolección de plantas. Tomaron contacto con los indígenas de la zona observando su carácter y costumbres. 
Luego doblaron el cabo de Hornos, arribando a mediados de abril a Tahití, lugar escogido para observar el tránsito de Venus, prosiguieron su navegación reconociendo gran parte de las islas que rodean Tahití a las que denominaron archipiélago de la Sociedad en honor a la Real Sociedad, Nueva Zelandia, la costa oriental y norte de Australia y las costas meridionales de Nueva Guinea y estuvieron de vuelta en Inglaterra en junio de 1771.
El excelente resultado de la expedición anterior decidió a la Real Sociedad y al Almirantazgo enviar una segunda expedición de estudio al mando nuevamente de James Cook pero ahora con dos naves, los bergantines HMS Resolution y el HMS Adventure. Al igual que en la anterior se embarcaron astrónomos, naturalistas y dibujantes. La expedición debía dar la vuelta al globo pero en sentido inverso a la ruta anterior, es decir navegando hacia el oriente y acercándose el máximo al polo sur. Las naves zarparon de Plymouth el 15 de julio de 1772.
Cook, luego de seguir una ruta en medio de un mar lleno de témpanos en que llegó a una latitud de 71° 10' S nunca antes alcanzada,  el 17 de diciembre de 1774 recaló a la boca occidental del estrecho de Magallanes. Recorrió la costa oceánica de la Tierra del Fuego, levantando estas difíciles costas, llegó al cabo de Hornos y continuó por el Atlántico hasta llegar a Inglaterra el 13 de julio de 1775. 
Los trabajos hidrográficos, descubrimientos y exploraciones efectuados por Cook y sus oficiales en estas dos expediciones son reconocidos por su excelencia y son sólo comparables con los descubridores del siglo XVI.

#### Expedición de Alejandro Malaspina (1789-1794)
En 1789, España preparó una expedición con fines científicos para que explorara el océano Pacífico asignando para la comisión a dos buenas corbetas construidas especialmente para este misión, la Descubierta y la Atrevida, que fueron puestas bajo el mando de un distinguido oficial italiano de reconocidos méritos y experiencia marinera, el marqués Alejandro Malaspina. 
Malaspina llevaba entre otros a renombrados astrónomos, hidrógrafos, naturalistas y dibujantes. Zarparon del puerto de Cádiz el 30 de julio de 1789 y regresaron al mismo puerto el 21 de septiembre de 1794. Durante estos largos años en dos oportunidades tocaron las tierras australes de América, reconociendo y estudiando las costas marítimas de la Tierra del Fuego, el estrecho de Le Maire y las islas de los Estados y las Malvinas. 
Los resultados de sus trabajos tuvieron un notable destino pues cuando iban a ser publicados, se inició contra Malaspina un misterioso proceso que lo condenó a ocho años de prisión en un castillo y las publicaciones fueron suspendidas por un tiempo hasta que finalmente fueron editadas no con el nombre de Malaspina sino con el de las naves en las que se hicieron los levantamientos y estudios.

#### Expedición de Parker King (1826-1830)
La independencia de Chile abrió sus puertos al comercio mundial. Inglaterra se interesó en facilitarlo creando rutas seguras a la navegación mediante levantamientos hidrográficos para lo cual organizó una expedición con destino a la región austral del territorio.
Los buques fueron la Adventure, de 330 toneladas bajo el mando del comandante Phillip Parker King, y el Beagle, de 235 toneladas bajo el mando del comandante Pringle Stokes. Comandante en jefe de la expedición fue el comandante Parker King cuya misión fue explorar y levantar las costas desde el sur del río de la Plata hasta Chiloé incluyendo el estrecho de Magallanes y el archipiélago de Tierra del Fuego. A estas naves se les unió la goleta Adelaide, adquirida por King en Montevideo. En 1828 murió el comandante Stokes, siendo reemplazado posteriormente por el teniente Robert Fitz Roy.
Las naves zarparon de Plymouth el 22 de mayo de 1826, establecieron su puerto base en puerto del Hambre y permanecieron en la zona austral hasta agosto de 1830 fecha en que regresaron a Inglaterra habiendo dado cumplimiento en gran parte a las tareas asignadas. Las cartas de navegación confeccionadas durante esos años son las que posteriormente y hasta comienzos del siglo XXI las naves de todas las naciones emplean para navegar en forma segura por los intrincados y bellos canales chilotes, patagónicos y fueguinos de la región austral de Chile.

#### Expedición de Robert Fitz Roy (1831-1836)
El Almirantazgo británico envió una nueva expedición hidrográfica, esta vez al mando del comandante Robert Fitz Roy y en la misma nave, el HMS Beagle. Permaneció en la zona de los canales fueguinos desde enero de 1832 hasta el 10 de junio del mismo año, fecha en que continuó su comisión dirigiéndose a Valparaíso, Callao, islas Galápagos, Tahití, Nueva Zelanda, Australia, Cabo de Buena Esperanza y fondeando de regreso en Falmouth el 2 de octubre de 1836.
Este viaje posteriormente hizo del HMS Beagle una de las naves más conocidas de la Edad Contemporánea, pues en ella viajó como naturalista Charles Darwin y fue allí donde empezó a elaborar su célebre teoría de la evolución de las especies. 
Al igual que sucedió con la expedición anterior, los excelentes trabajos hidrográficos realizados por Fitz Roy y sus oficiales todavía son empleados a comienzos del siglo XXI por los marinos de todas las naciones que navegan esa bella región austral.

#### Expedición de Louis Ferdinand Martial (1882-1883)
El Congreso Científico Internacional de Hamburgo resolvió que era necesario llevar a cabo estudios sobre magnetismo y meteorología en forma simultánea, con instrumentos y procedimientos idénticos, en catorce estaciones ubicadas en diferentes partes del globo y lo más cercanas a la zona polar. A Francia le correspondió efectuar las observaciones en el extremo austral de Chile.
El gobierno de Francia designó al comandante Louis F. Martial como jefe de la expedición y comandante de la fragata La Romanche, la que con oficiales, científicos e instrumentos especiales, zarpó de Cherburgo el 17 de julio de 1882 recalando en bahía Orange, lugar escogido como puerto base para sus trabajos, el 6 de septiembre del mismo año.
El personal francés efectuó sus observaciones sobre meteorología, magnetismo, fauna, flora, geología, etnografía y costumbres de los yámanas, además de completar el levantamiento hidrográfico de la zona, alcanzando por el oeste hasta bahía Cook y seno Darwin.
Las observaciones terminaron el 1 de septiembre de 1883, zarpando poco después de regreso a Francia y llegando allí el 11 de noviembre de ese mismo año.

#### Comisión del crucero Presidente Pinto (1901)
Comandantes Aguirre y Gómez. Verificó levantamiento de algunos tramos de la costa de los canales Magdalena y Cockburn y efectuó el levantamiento de la región occidental del canal Beagle desde la península Brecknock hasta bahía Tres Brzos.

#### Comisión de la cañonera Magallanes (1903 )
Comandante Baldomero Pacheco. Levantamiento de puerto Sofía en el canal Cockburn y del paso Timbales en seno Darwin.

#### Comisión del crucero Ministro Zenteno (1919)
Comandante Marchant. Levantamiento de bahía Oglander y rectificación del trazado de la costa de isla Nueva. Verificó posición de las islas Lennox y Picton.